# Ужице
Ужице (серб. Ужице, Užice) — місто Сербії (Златиборський округ) на річці Детіна, біля кордону з Боснією і Герцеговиною.
Тут збереглися руїни середньовічного замку, що свідчить про велику важливість міста ще у старі часи. Восени 1941 у місті розташувався військовий штаб югославських партизанів. У 1946 році на честь Йосипа Броза Тіто назва міста була змінена на Тітово-Ужице (Титове-Ужице, Titovo Užice). У 1992 році була повернута оригінальна назва міста. Ужице є центром металургійної та машинобудівної промисловості.

## Відомі особистості
У поселенні народився:
- Никола Селакович (нар. 1983) — сербський правник і політик.